# 桑寄生茶
桑寄生茶，又稱為寄生茶，是一種以桑寄生（Taxillus chinensis）為原料製成的涼茶，主要流行於中國廣東地區及香港等地，其中又以廣西梧州地區出產的桑寄生茶最負盛名。

## 製作
桑寄生茶主要由桑寄生的枝葉部位加工而成，為別樣茶的一種。桑寄生全年皆可採收，但據傳以秋冬季為佳。傳統上常將其枝葉與其他食材共同熬煮，或煎煮晾乾後泡茶。可用红枣、雞蛋或鹌鹑蛋、冰糖同煮，做桑寄生蛋茶。

## 功效及藥性
目前關於桑寄生茶的功效尚無任何醫學實證。在傳統漢醫學上據傳具有補肝腎、怯風濕、強筋骨、養血、安胎、降血壓等功能。藥性平，不寒不熱。

## 歷史
早在清康熙末年的《生草藥性備要》，就記載桑寄生作為藥用的內容。謝啟昆修纂的《廣西通志》亦有桑寄生茶作為茶飲引用的記述，並記載當時廣西梧洲地區的桑寄生茶已經頗負盛名。